# Heul doch nicht, du lebst ja noch
Heul doch nicht, du lebst ja noch ist ein Jugendroman von Kirsten Boie und wurde 2022 veröffentlicht.

## Handlung
Das Buch handelt von drei Jugendlichen namens Jakob, Traute und Hermann, die unmittelbar nach dem Ende des Zweiten Weltkriegs unerwartet Freundschaft schließen und sich gemeinsam durch die Trümmer des zerbombten Hamburgs wagen.

## Protagonisten
Jakob ist ein jüdischer deutscher Junge im Alter von 13 Jahren, welcher versucht, sich vor den Nationalsozialisten zu verstecken, und von einem Mann namens Herr Hoffmann aufgenommen wird.
Jakobs Vater war ein sogenannter Arier und ein Mitglied der Organisation Todt, einer paramilitärischen Bautruppe zur Trümmerräumung, und kam ums Leben, als ihn ein Trümmerteil am Kopf traf.
Jakobs Mutter ist Jüdin und musste als zweiten Vornamen den Namen Sara tragen. Sie musste ihren Sohn verlassen, weil sie deportiert wurde, allerdings sehen sich Mutter und Sohn wieder, da die Deutschen den Krieg verloren und sie daher im Lager Theresienstadt überlebte.
Hermann ist ein 14-jähriger deutscher Junge, ein ehemaliger HJ-Führer, der jetzt mit seinen Freunden durch die Trümmer Hamburgs streift.
Hermanns Vater, Fiete, hat im Krieg beide Beine verloren und wartet vergeblich auf die versprochenen Beinprothesen. Fiete war gelernter Kfz-Mechanikermeister. Am Ende der Geschichte kommt er ums Leben, da er sich aus dem dritten Stock stürzt und dabei die „heilige“ Klivie der Mutter mitreißt.
Hermanns Mutter versorgt die Familie, verdient erst ihr Geld mit Trümmerräumen, später arbeitet sie in einer Autowerkstatt mit dem Meisterbrief ihres Mannes.
Traute ist ein Mädchen im Alter von 13 Jahren, welches sich ihre Wohnung mit Flüchtigen teilen muss.
Der Vater von Traute ist Bäckermeister.
Rudi Schliesseck, Eigentümer der Autowerkstatt
Ludwig, der Schwager von Fiete, arbeitet als Dolmetscher für die U.S. Army.

## Auszeichnungen
- 2022: Friedrich-Gerstäcker-Preis für Jugendliteratur der Stadt Braunschweig für ihren Roman Heul doch nicht, du lebst ja noch

## Quelle
- Kirsten Boie: Heul doch nicht du lebst ja noch  Oetinger, Hamburg 2022, ISBN 978-3-7512-0163-6